# Nejat Tümer
Nejat Tümer (* 1924 in Istanbul; † 29. Mai 2011 ebenda) war ein türkischer Admiral, der zuletzt von 1980 bis 1983 Oberkommandierender der Marine (Türk Deniz Kuvvetleri) war.

## Leben

### Marineoffizier
Tümer trat nach dem Schulbesuch am 15. Dezember 1941 in die Marineschule (Deniz Harp Okulu) ein und schloss diese am 15. Januar 1944 als Fähnrich zur See (Asteğmen) ab. Im Anschluss fand er zwischen 1944 und 1948 Verwendung als Navigationsoffizier auf der TCG Demirhisar sowie der TCG Ayancık. Nachdem er zwischen 1948 und 1949 einen Kurs für Torpedotechnik in den USA besucht hatte, war er zwischen 1949 und 1951 Torpedooffizier auf der TCG Gemlik. 
Nachdem er 1955 einen Kurs für Stabsoffiziere an der Marineakademie (Deniz Harp Akademisi) absolviert hatte, fand er Verwendung auf der TCG Marmaris sowie der TCG Edremit, ehe er erst Kommandant der TCG Gemlik und danach Erster Offizier des zur Marineakademie gehörenden Ausbildungsschiffes TCG Savarona war. Anschließend wechselte er in das Oberkommando der Marine und war dort bis 1965 erst Generalsekretär der Operationsabteilung sowie zuletzt Leiter der Planungsabteilung. Nachdem er von 1965 bis 1966 Kommodore der I. Zerstörerflottille war, war er zwischen 1966 und 1967 Leiter der Operationsabteilung im Flottenkommando (Donanma Komutanlığı).

### Aufstieg zum Admiral
Nach seiner Beförderung zum Flottillenadmiral  (Tuğamiral) 1967 wurde Tümer Chef des Stabes des Flottenkommandos im Marinestützpunkt Gölcük (Gölcük Deniz Ana Üssü) und danach Leiter der Planungsabteilung im Hauptquartier der Alliierten NATO-Seestreitkräfte Südeuropa NAVSOUTH (Allied Naval Forces Southern Europe) in Neapel. 1970 erfolgte seine Beförderung zum Konteradmiral (Tümamiral) sowie Ernennung zum Befehlshaber des Kriegsschiffgeschwaders (Harp Filosu), ehe er daraufhin Befehlshaber des Marineausbildungskommandos (Deniz Eğitim Komutanlığı) wurde.
1974 wurde Tümer zum Vizeadmiral (Koramiral) befördert und zum Chef des Stabes der Marine ernannt, ehe er 1976 Oberkommandierender des Flottenkommandos wurde und in dieser Funktion 1978 auch zum Admiral (Oramiral) befördert wurde.
Am 10. August 1980 wurde Admiral Tümer Nachfolger von Admiral Bülend Ulusu als Oberkommandierender der Marine (Türk Deniz Kuvvetleri) und verblieb auf diesem Posten bis zu seiner Ablösung durch Admiral Zahit Atakan am 6. Dezember 1983. Gleichzeitig wurde er nach dem Militärputsch vom 12. September 1980 auch Mitglied des Nationalen Sicherheitsrates MGK (Millî Güvenlik Konseyi) sowie 1982 des Präsidialrates (Cumhurbaşkanlığı Konseyi).
Admiral Tümer war verheiratet und Vater zweier Kinder.